# Arthur Stanley Pease
Arthur Stanley Pease (* 22. September 1881 in Somers, Connecticut; † 7. Januar 1964 in Concord, Massachusetts) war ein US-amerikanischer Klassischer Philologe.

## Leben
Arthur Stanley Pease studierte Klassische Philologie an der Harvard University, wo er 1902 den Bachelorgrad und 1903 den Mastergrad erlangte. 1905 wurde er mit einer lateinisch geschriebenen Dissertation über die Psalmenkommentare des Hieronymus promoviert und vertiefte anschließend seine Studien an der American School of Classical Studies in Rome.
Seine erste Anstellung erhielt Pease 1906 als Dozent in Harvard. 1909 wechselte er als Assistant Professor of Classics (später Full Professor) an die University of Illinois at Urbana-Champaign, wo er seit 1911 auch als Kurator des Museum of Classical Art and Archaeology fungierte. 1924 wechselte er als Professor of Latin an das Amherst College, zu dessen Präsidenten er 1927 gewählt wurde. Für seine Verdienste erhielt er 1931 die Ehrendoktorwürde des Williams College und 1933 des Amherst College, das er im Jahr zuvor verlassen hatte. Von 1932 bis zu seiner Pensionierung 1950 wirkte er als Pope Professor of Latin Language and Literature an der Harvard University. Von 1934 bis 1941 war er Vizepräsident der American Academy of Arts and Sciences, in die er 1932 gewählt worden war, und 1940 Präsident der American Philological Association.
In seiner philologischen Forschungsarbeit beschäftigte sich Pease hauptsächlich mit der römischen Literatur der späten Republik und der Kaiserzeit. Er verfasste grundlegende Kommentare zu Ciceros Schriften De divinatione und De natura deorum sowie zum vierten Buch von Vergils Aeneis.
Pease sah seine Forschungsarbeit als Ergebnis einer ausgedehnten Sammlertätigkeit, die er auch in anderen Bereichen seines Lebens betrieb. Als begeisterter Hobbybotaniker arbeitete er mit seinem Kollegen Merritt Lyndon Fernald zusammen und verfasste Aufsätze und Monografien über die Flora in New Hampshire, die auch in Fachkreisen viel beachtet und teilweise als Standardwerke eingeschätzt wurden. Sein botanisches Autorenkürzel lautet „Pease“.